# Autoroute A1 (Portugal)
Pour les articles homonymes, voir Autoroute A1 et Autoroute du Nord.

L'autoroute portugaise A1 (en portugais : Autoestrada A1) est une autoroute qui relie Lisbonne à Porto en passant par Santarém, Leiria et Coimbra. D'une longueur de 303 kilomètres, elle relie les deux plus grandes villes du Portugal. Celle-ci fait partie de l'itinéraire de la route européenne 1.
Il s'agit d'une autoroute payante, concédée à Brisa. Au 1er septembre 2018, le coût du péage pour un véhicule léger (catégorie 2) entre Porto et Lisbonne s'élevait à 38,55 Euros .

## Historique des ouvertures
| Tronçon                                   | Mise en service | Longueur |
| ----------------------------------------- | --------------- | -------- |
| Sacavém – Vila Franca de Xira             | 1961            | 25,9 km  |
| Vila Franca de Xira – Carregado           | 1977            | 5,7 km   |
| Carregado – Aveiras de Cima               | 1980            | 15,6 km  |
| Aveiras de Cima – Torres Novas            | 1990            | 47,5 km  |
| Torres Novas – Condeixa-a-Nova            | 1991            | 87,5 km  |
| Condeixa-a-Nova – Mealhada                | 1982            | 27,7 km  |
| Mealhada – Albergaria-a-Velha             | 1987            | 38,3 km  |
| Albergaria-a-Velha – Santa Maria da Feira | 1983            | 27,2 km  |
| Santa Maria da Feira – Carvalhos          | 1980            | 17,1 km  |
| Carvalhos – Coimbrões                     | 1963            | 7,2 km   |
| Coimbrões – Pont Arrábida                 | 1960            | 4,3 km   |
| Pont Arrábida                             | 1963            | 0,5 km   |

## Description du tracé
|                         | Dénomination                      | Destinations | BK    | Bandes |
| ----------------------- | --------------------------------- | ------------ | ----- | ------ |
| 1                       | Sacavém                           |              | 0,0   | 2×3    |
| 1A                      | Santa Iria de Azóia N 115-5       |              | 6,8   | 2×3    |
| Gare de péage d'Alverca |                                   |              |       |        |
| 2                       | Alverca do Ribatejo N 116         |              | 13,0  | 2×3    |
| 2A                      | Vila Franca de Xira-Sud N 10      |              | 20,0  | 2×3    |
| 3                       | Vila Franca de Xira-Nord N 1 N 10 |              | 23,9  | 2×3    |
| 3A                      | Castanheira do Ribatejo N 1       |              | 27,9  | 2×3    |
| 4                       |                                   |              | 29,0  | 2×3    |
| 4                       | Carregado IC 2                    |              | 29,9  | 2×3    |
|                         | Aveiras                           |              | 84,0  | 2×3    |
| 5                       | Aveiras N 366                     |              | 45,5  | 2×3    |
| 5A                      | Cartaxo N 114-2                   |              | 56,8  | 2×3    |
| 6                       | Santarém                          |              | 64,8  | 2×3    |
| 6A                      |                                   |              | 66,1  | 2×3    |
|                         | Santarem                          |              | 84,0  | 2×3    |
| 7                       |                                   |              | 93,0  | 2×2    |
|                         | Fátima-Sud                        |              | 105,0 | 2×2    |
| 8                       | Fátima                            |              | 113,5 | 2×2    |
|                         | Leiria                            |              | 125,0 | 2×2    |
| 9                       | Leiria N 113                      |              | 128,7 | 2×2    |
| 10                      | Pombal IC 8                       |              | 152,7 | 2×2    |
|                         | Pombal                            |              | 164,0 | 2×2    |
| 10A                     | Soure N 348                       |              | 167,6 | 2×2    |
| 11                      | Condeixa-a-Nova                   |              | 180,5 | 2×3    |
| 12                      | Coimbra-Sud N 341                 |              | 0,0   | 2×2    |
| 13                      | Coimbra-Nord                      |              | 196,5 | 2×2    |
|                         | Mealhada-Cantanhede               |              | 204,0 | 2×2    |
| 14                      | Mealhada N 234                    |              | 208,2 | 2×2    |
|                         | Oiã                               |              | 230,0 | 2×2    |
| 15                      | Aveiro-Sud N 235                  |              | 231,8 | 2×2    |
| 16                      | Albergaria                        |              | 246,5 | 2×2    |
|                         | Anthuã-Estarreja                  |              | 255,0 | 2×2    |
| 17                      | Estarreja N 224                   |              | 256,9 | 2×3    |
| 18                      | Santa Maria da Feira N 223        |              | 273,7 | 2×3    |
| 18A                     | Espinho                           |              | 283,5 | 2×4    |
| Gare de péage de Grijo  |                                   |              |       |        |
| 18B                     | Feitera                           |              | 287,5 | 2×3    |
| 19                      | Carvalhos IC 2                    |              | 290,8 | 2×2    |
| 20                      |                                   |              | 0,0   | 2×2    |
| 21                      | Jaca                              |              | 293,4 | 2×2    |
|                         | Vila Nova de Gaia                 |              | 295,0 | 2×2    |
| 22                      | Santo Ovídio N 222                |              | 295,8 | 2×2    |
| 23                      | Coimbrões                         |              | 297,5 | 2×3    |
|                         | Fojo                              |              | 299,3 | 2×3    |
|                         | Afurada                           |              | 301,1 | 2×3    |
|                         | Pont Arrábida (0 m)               |              | 301,4 | 2×3    |
|                         | Prolongée par l'autoroute         |              | 301,9 | 2×3    |

## Statistiques de fréquentation
| Tronçon                                            | 2010   |
| -------------------------------------------------- | ------ |
| Sacavém – Vila Franca de Xira-Sud                  | 69 074 |
| Vila Franca de Xira-Sud – Vila Franca de Xira-Nord | 70 687 |
| Vila Franca de Xira-Nord –                         | 57 877 |
| – Carregado                                        | 66 262 |
| Carregado – Aveiras de Cima                        | 37 334 |
| Aveiras de Cima – Santarém                         | 37 931 |
| Santarém –                                         | 41 996 |
| – Torres Novas                                     | 39 350 |
| Torres Novas – Fátima                              | 27 583 |
| Fátima – Leiria                                    | 28 112 |
| Leiria – Pombal                                    | 26 343 |
| Pombal – Condeixa-a-Nova                           | 26 999 |
| Condeixa-a-Nova – Coimbra-Sud                      | 29 715 |
| Coimbra-Sud – Coimbra-Nord                         | 26 062 |
| Coimbra-Nord – Mealhada                            | 25 600 |
| Mealhada – Aveiro-Sud                              | 24 560 |
| Aveiro-Sud – Albergaria-a-Velha                    | 20 224 |
| Albergaria-a-Velha – Estarreja                     | 22 741 |
| Estarreja – Santa Maria da Feira                   | 19 610 |
| Santa Maria da Feira – (CREP)                      | 26 460 |
| (CREP) – Grijó                                     | 29 833 |

## Galerie d'images

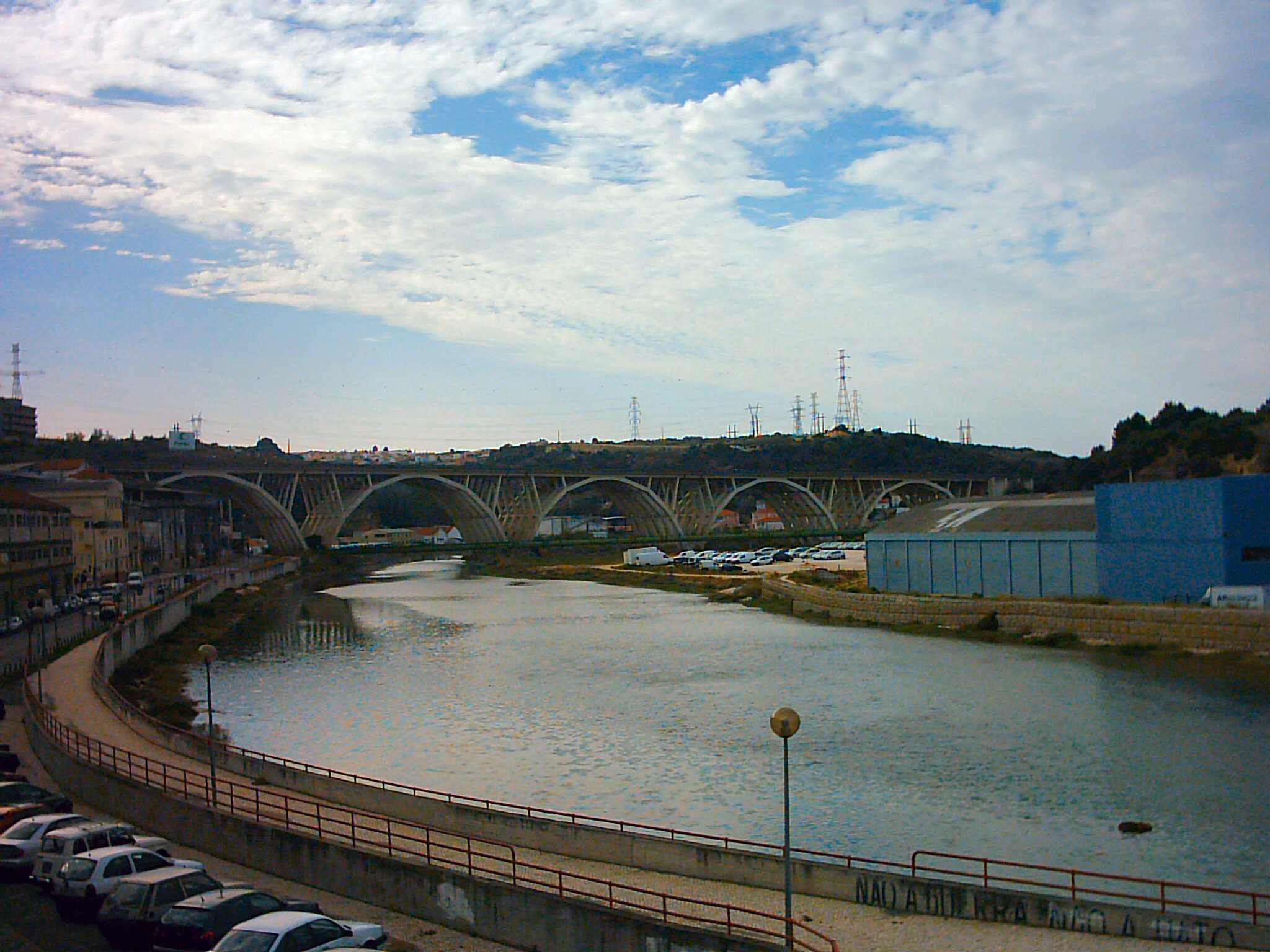
Viaduc de l'A1 sur la Trancão à proximité de Sacavém.
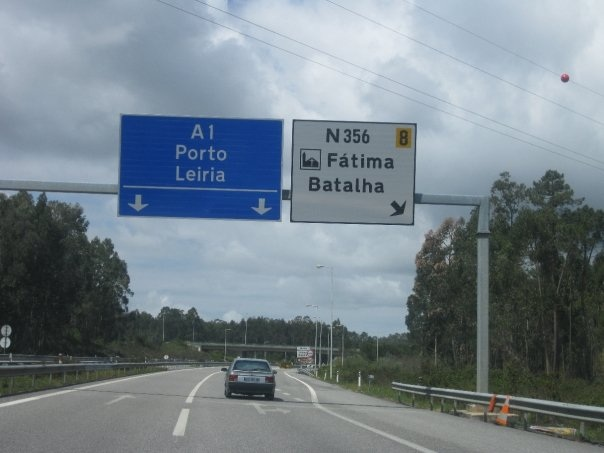
L'autoroute A1 à proximité de Fátima.
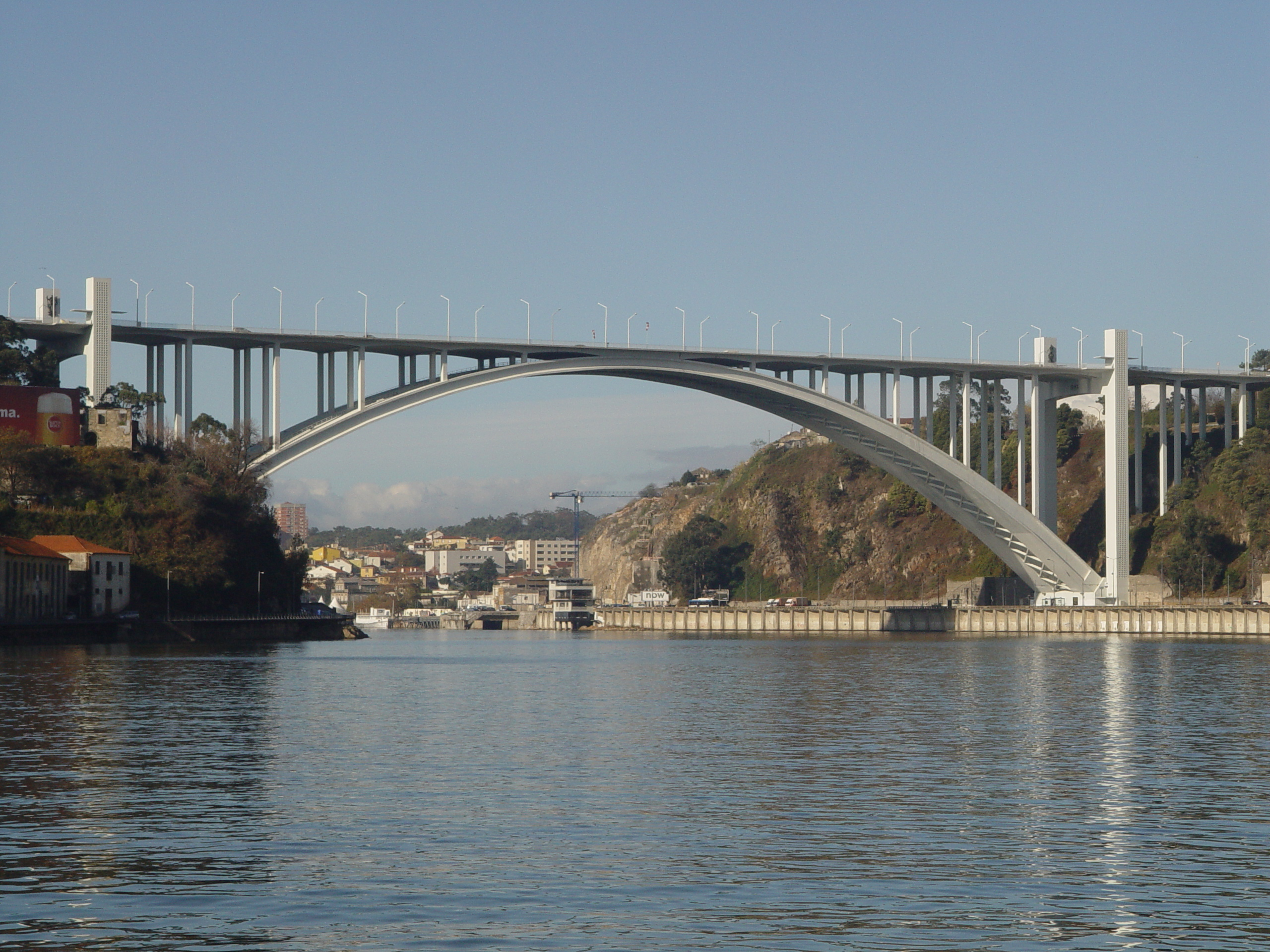
Le Pont Arrábida permet à l'A1 d'enjamber le Douro à Porto.